# 锡尼山脉
锡尼山脉（俄语：Синий Хребет）或勒富特勒库山脉（满语：Lefu Teleku Aliren）是滨海边疆区南部的山脉，在兴凯湖和阿爾謝尼耶夫卡河中间，属锡霍特山脉的最西部部分，南北方向延伸，宽5公里到15公里间，高300米至500米间，最高峰奥斯特拉亚山海拔1,083米。西坡分布着斯帕斯克达利尼、切尔尼戈夫卡、锡比尔采沃、基洛夫斯基等居民点。